# Iwan Kobelew
Iwan Kobelew (russisch Иван Кобелев, * 1739 in Anadyrski Ostrog, Tschukotka, Russisches Kaiserreich; † nach 1833) war ein russischer Kosak, Entdecker und Dolmetscher.

## Leben
Iwan Kobelew entstammte einer berühmten Kosakenfamilie, die seit dem 17. Jahrhundert im Nordosten Asien in russischen Diensten stand. Seine perfekte Kenntnis der tschuktschischen Sprache lässt Historiker annehmen, dass seine Mutter Tschuktschin war. Im Alter von 13 Jahren wurde er 1752 selbst Kosak. Mit 15 Jahren nahm er an den Strafexpeditionen gegen aufsässige Tschuktschen teil. Von 1755 bis 1764 war er im Anadyrski Ostrog stationiert. Nach dessen Aufgabe wurde er in das Fort Gischiginsk am Fluss Gischiga versetzt. Bereits 1755 stieg er in den Rang eines Sotniks (Führer einer Hundertschaft Kosaken) auf.
Nach der dritten Weltumseglung James Cooks, die ihn auch in die Beringstraße geführt hatte, wurde Kobelew 1779 ausgeschickt, um nach fremden Schiffen in diesen Gewässern zu forschen. Auf seiner Reise über die Tschuktschen-Halbinsel und auf die Diomedes-Inseln führte er ein detailliertes Tagebuch, in das er geographische und ethnographische Beobachtungen eintrug. Auf der Grundlage der Informationen, die er von den Einheimischen erhielt, erstellte er eine Karte, die den Küstenverlauf Nordostasiens und Nordwestamerikas befriedigend wiedergab. Er sammelte auch Kleidungsstücke und Gebrauchsgegenstände der Bewohner der Diomedes-Inseln und schickte sie an den Gouverneur in Irkutsk.
Im Mai 1787 wurde Kobelew als Dolmetscher für die staatliche geografische und astronomische Nordostpazifische Expedition von Joseph Billings und Gawriil Andrejewitsch Sarytschew rekrutiert. Nach einem erfolglosen Versuch der Expedition, die Tschuktschen-Halbinsel von der Kolymamündung kommend zu umrunden, blieben Kobelew, Timofei Schmalew (1736–1789), der zweite Übersetzer Nikolai Daurkin und eine kleine Gruppe Kosaken in Nischnekolymsk. Sie kehrten über Gischiginsk zum Ochotsker Hafen zurück. Hier beteiligte sich Kobelew, Schmalew und Daurkin am Bau von Expeditionsschiffen. Im August 1789 wurden Kobelew und Daurkin an die Beringstraße geschickt. Sie sollten unter den Tschuktschen Helfer für die Expedition anwerben, aber auch Artefakte der Einheimischen sammeln und ihre Sitten und Gebräuche erforschen. Außerdem sollten sie die Möglichkeit der Navigation durch das Arktische Meer bis zur Mündung des Kolyma erforschen. Im März 1790 trennten sich Kobelew und Daurkin. Daurkin reiste mit den Tschuktschen des Imlerat-Stammes und Kobelew mit Pagrancha-Tschuktschen. Sie bereisten Tschukotka über die Flüsse Aklan, Penschina und Anadyr. Im Juni 1791 fanden sich Kobelew und Daurkin wieder zusammen, überquerten zusammen mit den Tschuktschen die Beringstraße und landeten in Alaska. Dort sammelten sie Informationen über die dort lebenden Eskimo. Diese Informationen flossen in sein Tagebuch ein, dass später zusammen mit den Materialien von Billings Expedition veröffentlicht wurden. Im August 1791 konnte Kobelew die Schiffe von Billings Expedition nicht finden und reiste weiter zur Tschuktschen-Halbinsel. Im Oktober 1791 traf er dann endlich auf Joseph Billings. Am 4. Oktober 1791 brach Billings mit Kobelew und den Pagrancha-Tschuktschen auf. Über Nischnekolimsk kamen sie am 26. April 1792 nach Jakutsk.
Nach Abschluss der Expedition wurde Iwan Kobelew im September 1792 nach Sankt Petersburg beordert. Dort wurde er auf Befehl Zarin Katharina der Großen für seine Verdienste zum Leutnant befördert. Außerdem wurde ihm eine Goldmedaille mit ihrem Bildnis verliehen.
Über das weitere Leben Kobelews gibt es keine gesicherte Kenntnis. Im Russischen Nationalarchiv gibt es eine Notiz, dass Kobelew im November 1833 für seine langjährigen Verdienste als Dolmetscher eine weitere Goldmedaille bekommen habe. Nach mündlichen Quellen soll Kobelew weit über 100 Jahre alt geworden und zuletzt 1849 in Ochotsk gesehen worden sein.

## Werke
- Auszug aus dem Tagebuch des Kosaken-Sotniks Iwan Kobelef über das Land der Tschuktschen und die demselben entgegen liegende Inseln und Landecke von Amerika. In: Neue Nordische Beyträge zur physikalischen und geographischen Erd- und Völkerbeschreibung, Naturgeschichte und Ökonomie. Band 4, 1783, S. 105–111.